# Chiesa di San Romano in Valdibrana
La chiesa di San Romano è un luogo di culto cattolico che si trova a Valdibrana, frazione di Pistoia.

## Storia e descrizione

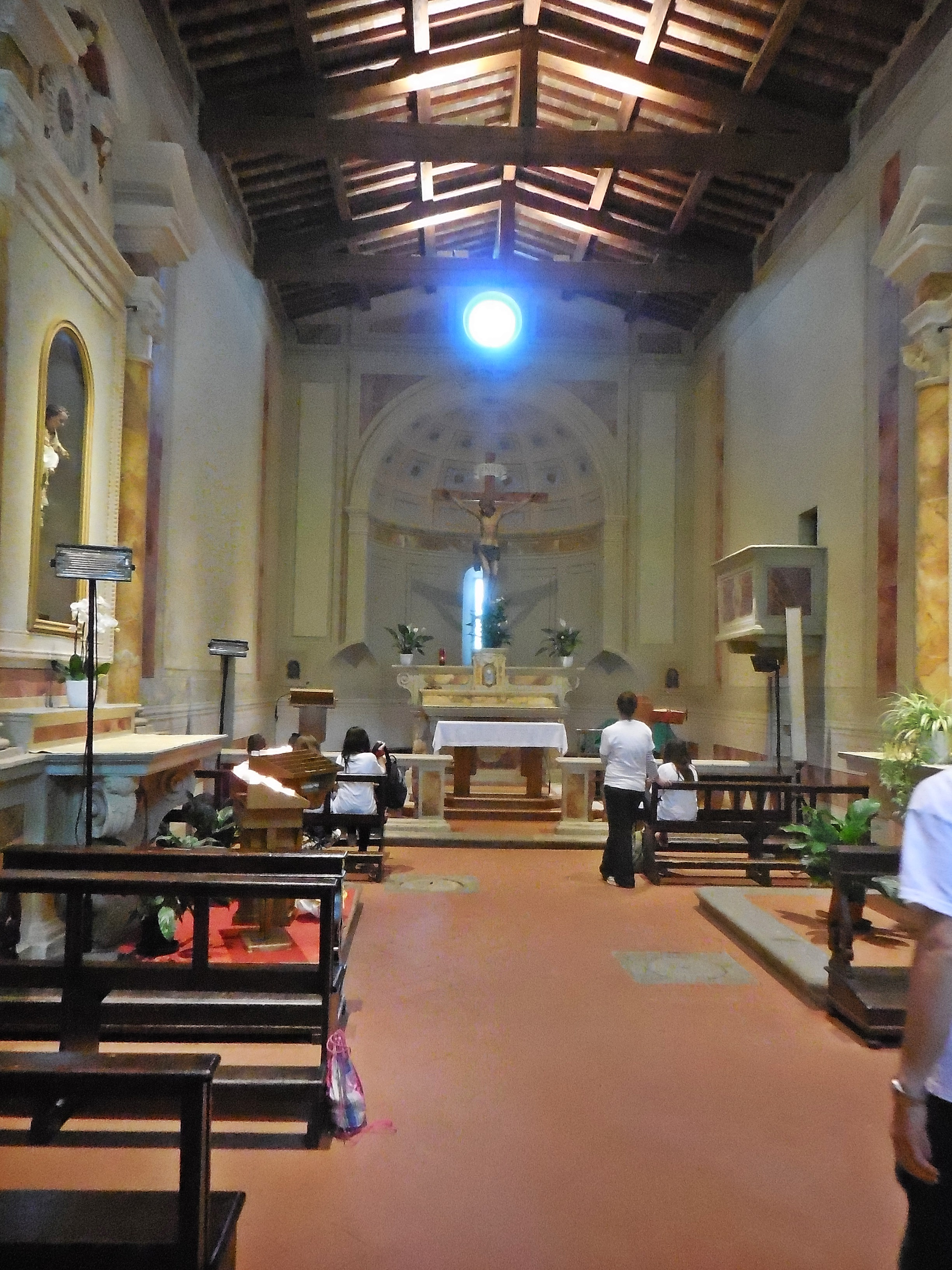
L'interno

La chiesa parrocchiale conserva all'esterno visibili tracce delle strutture originarie in stile romanico, mentre all'interno ha subito ripetute ristrutturazioni che ne hanno alterato l'aspetto; il patrimonio artistico conservato, come la Sacra Conversazione di anonimo artista locale, testimonia l'importanza non marginale che la chiesa ebbe nel passato, pur non presentando opere di particolare spicco.
Sul fianco nord della chiesa è ubicato il camposanto della parrocchia. Poco avanti, superato il viale di tigli, è eretta anche la chiesa del Santuario della Madonna di Valdibrana.

## Galleria d'immagini

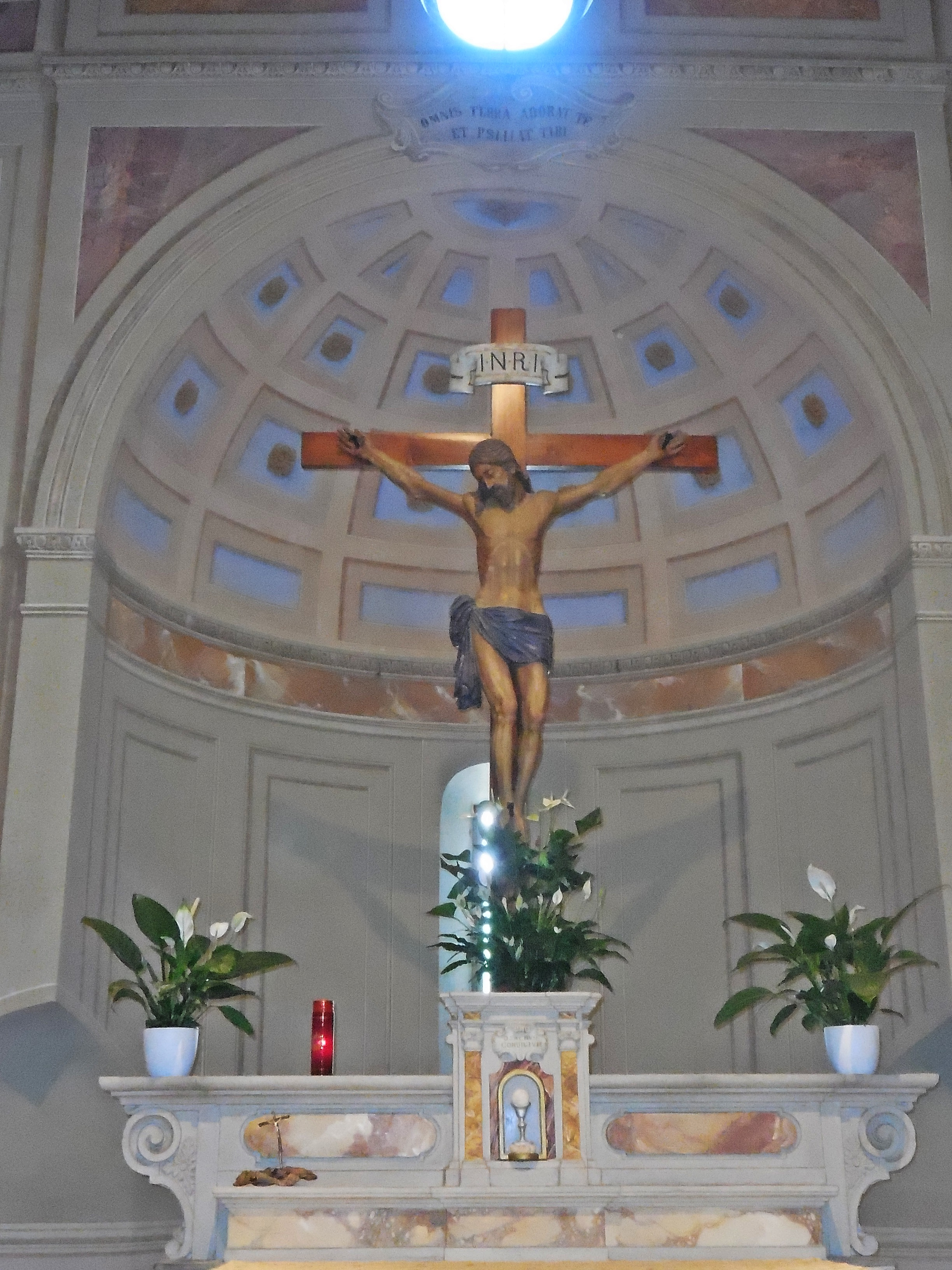
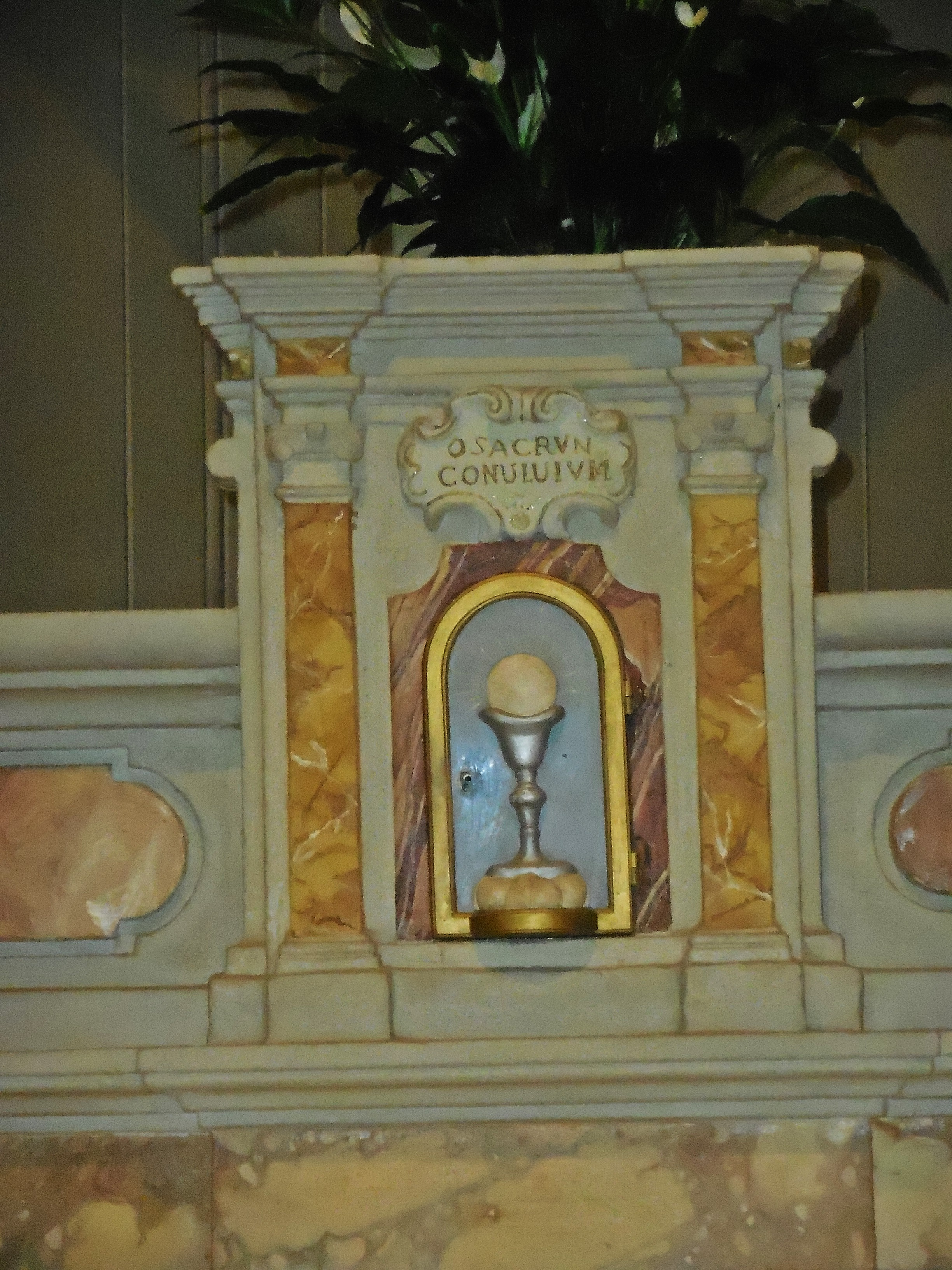
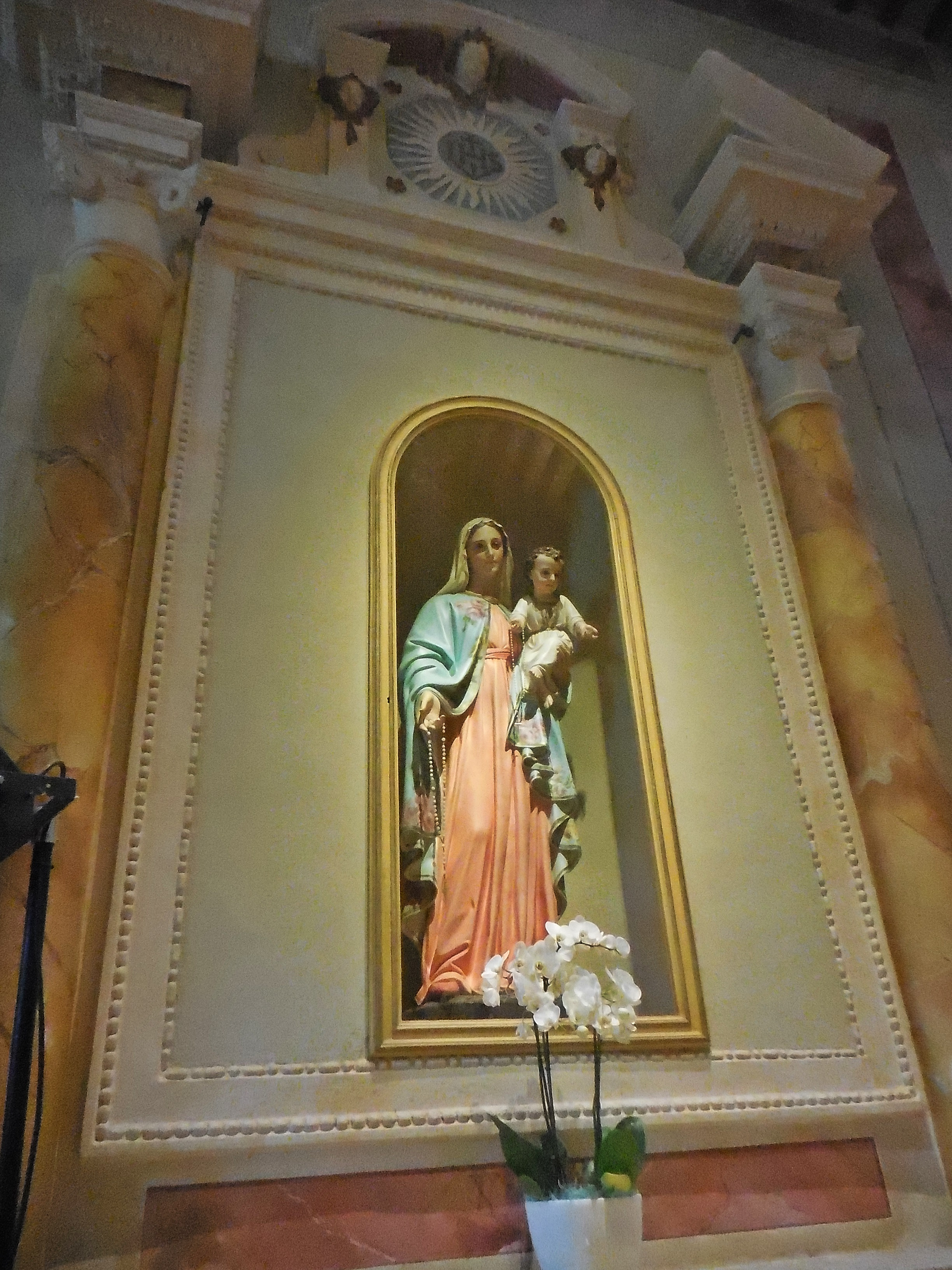
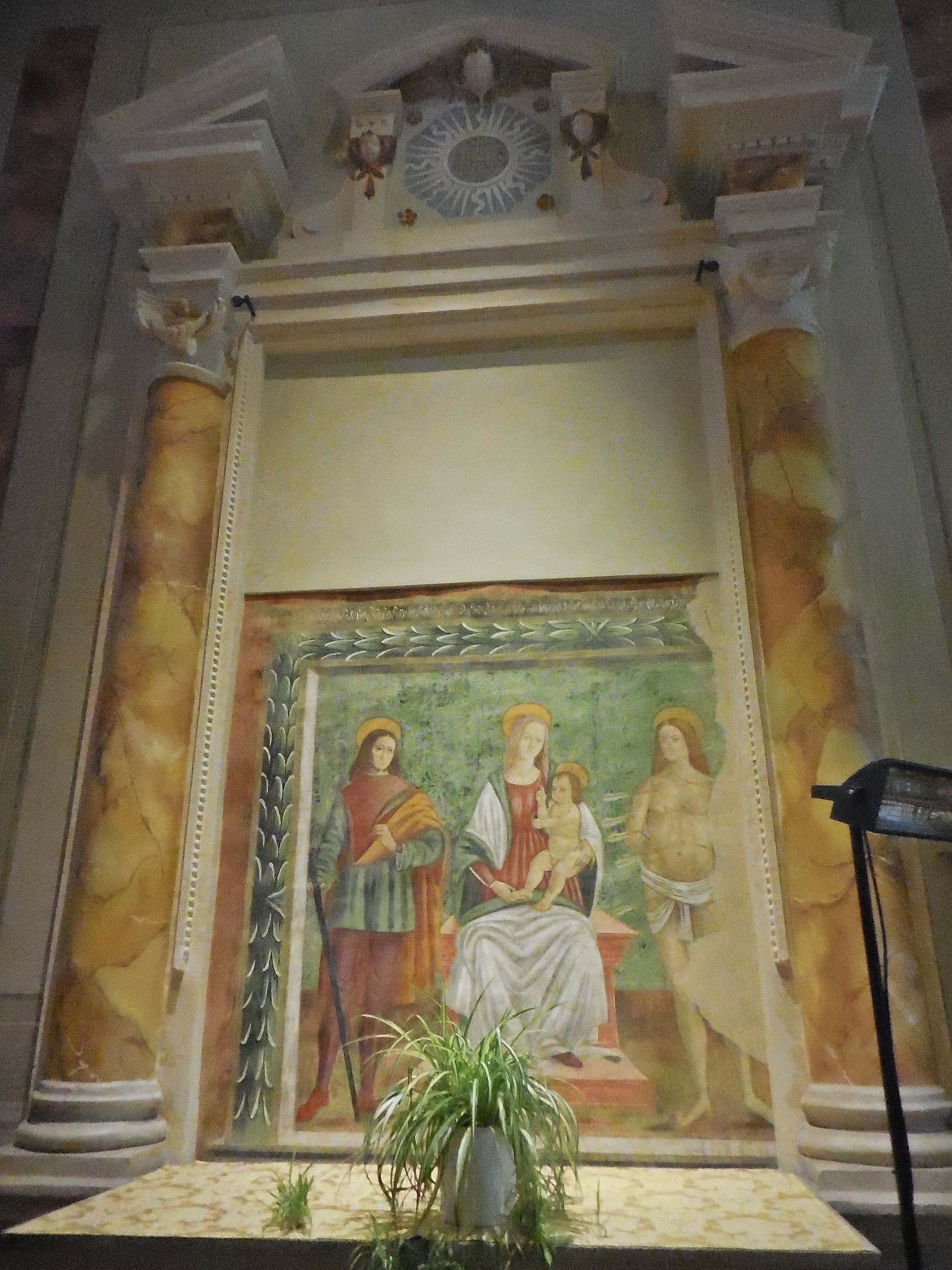
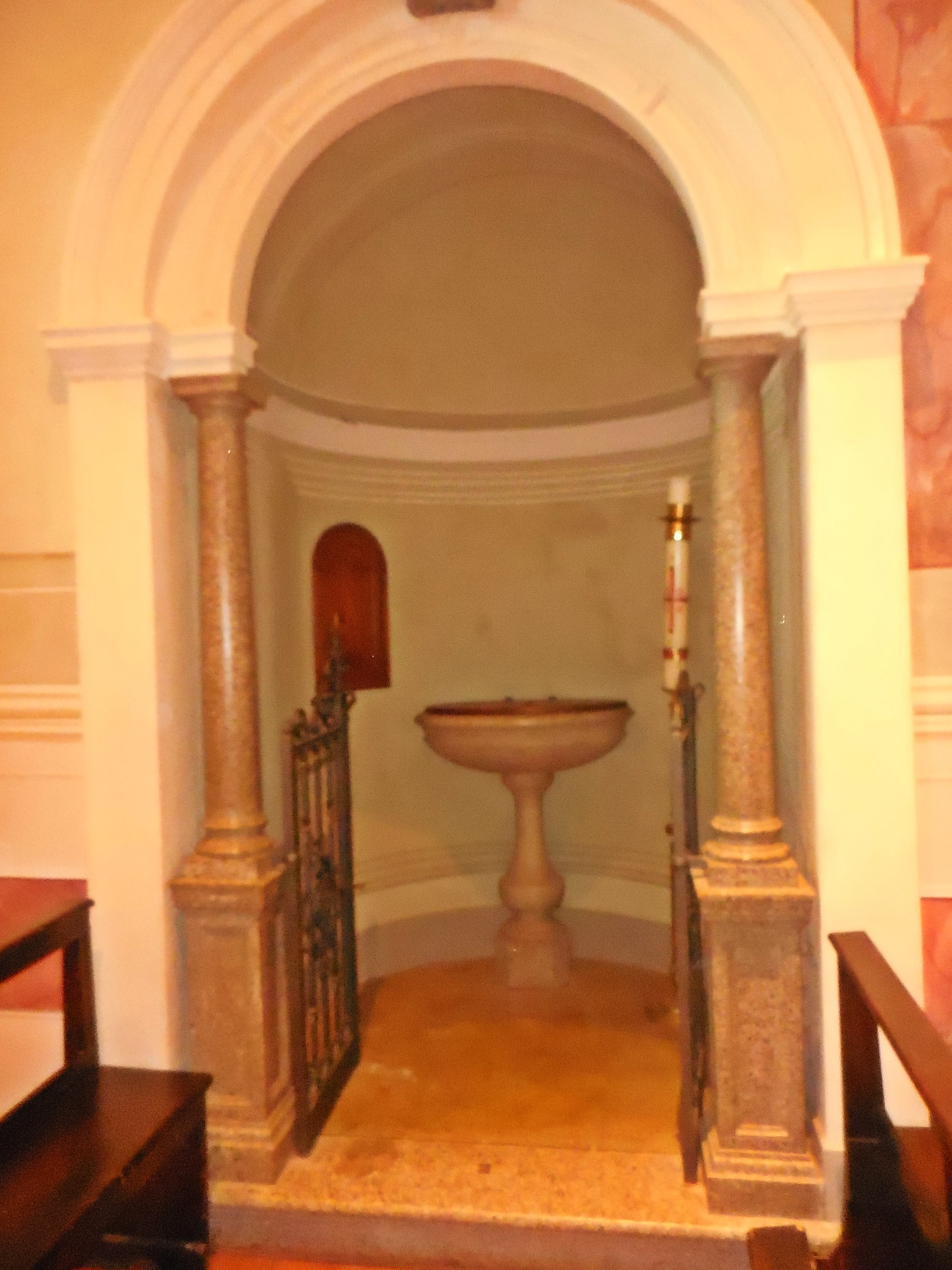
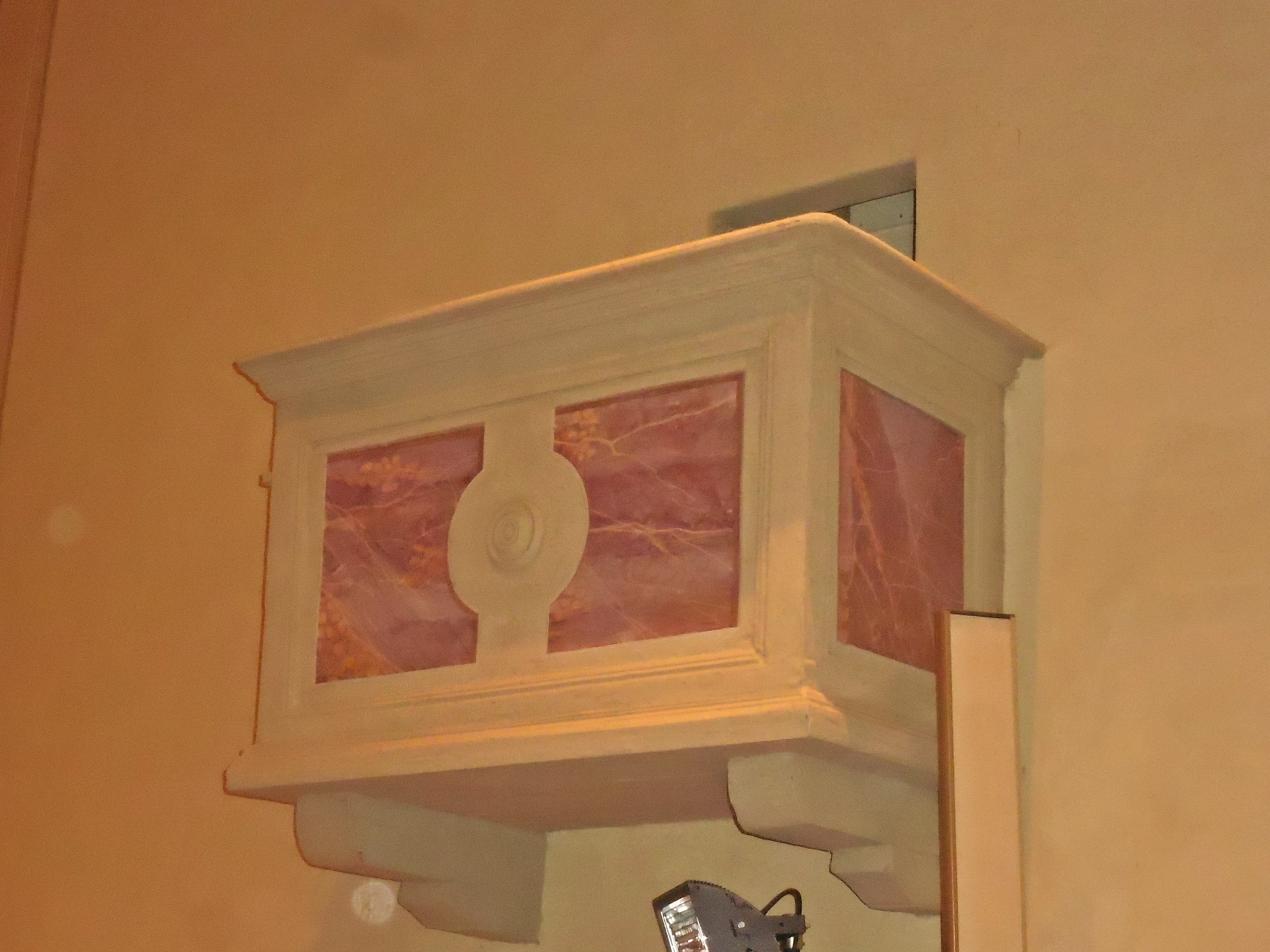